# Miki Furuya
Miki Furuya (jap. 古屋美紀 Furuya Miki; ur. 27 marca 1991 w Minamiashigara, w Japonii) – japońska siatkarka grająca jako środkowa. Obecnie występuje w drużynie Pioneer Red Wings.